# Episodi di Beyblade
Questa è una lista degli episodi della serie anime Beyblade.

## Lista episodi
| Nº | Titolo italiano Giapponese 「Kanji」 - Rōmaji | In onda           | In onda          |
| Nº | Titolo italiano Giapponese 「Kanji」 - Rōmaji | Giapponese        | Italiano         |
| 1  | La sfida 「爆転バトル、ゴー·シュート」 | 8 gennaio 2001    | 24 febbraio 2003 |
| 1  | Takao è un ragazzo appassionato di Beyblade che vive con il nonno. Dopo aver sconfitto Nobuo, il ragazzo si reca a sfidare Akira, il campione di Beyblade del quartiere vicino. Akira però è già stato sfidato da Hiruta. Quest'ultimo è un componente del gruppo degli "Shell Killers", una banda di ragazzi che sottrae il Beyblade del perdente. Takao sfida Hiruta, ma il Professor Kappa lo convince a rimandare l'incontro per poter studiare l'avversario. Il giorno seguente Hiruta viene sconfitto e viene pesantemente rimproverato dal capo degli Shell Killers, Kei. |                   |                  |
| 2  | Il drago azzurro 「ほえろ青龍! ドラグーン誕生!」 | 15 gennaio 2001   | 25 febbraio 2003 |
| 2  | Takao decide di sfidare Kei ma, durante la battaglia, il suo Beyblade viene distrutto. Il professor Kappa aiuta il ragazzo a costruirne uno nuovo. Tre membri degli Shell Killers stanno cercando informazioni su un Beyblade invincibile e, per questo motivo, sottraggono il pc del professore. Takao, per vendicare l'amico, decide di sfidare nuovamente Kei. Pregando nel tempio, lo spirito della spada del drago si impossessa del Beyblade di Takao. Il ragazzo combatte contro Kei e nota che Dranzer, il Bayblade dell'avversario, contiene lo spirito di un'aquila. La sfida finisce in parità. Takao decide di chiamare Dragoon il proprio Beyblade. |                   |                  |
| 3  | Un nuovo amico 「新しき友、その名はマックス」 | 22 gennaio 2001   | 26 febbraio 2003 |
| 3  | Takao ed il professor Kappa conoscono Max, un ragazzo con madre americana e padre giapponese. I tre diventano amici dopo aver salvato un animale in pericolo utilizzando i Beyblade. Il padre di Max possiede un negozio di oggettistica e, nel retro, ha allestito un campo da gioco. Takao sfida Max perché desidera confrontarsi contro Proto Shell, il Beyblade di Max. Nel negozio si presenta il signor Daitenji, presidente della BBA (Beyblade Battle Association) e mostra la locandina del torneo nazionale. Takao viene a sapere che alle gare parteciperà anche Kei e quindi decide di iscriversi e di iniziare gli allenamenti. |                   |                  |
| 4  | I primi incontri di qualificazione 「開幕! バトルトーナメント!」 | 29 gennaio 2001   | 27 febbraio 2003 |
| 4  | Durante i primi incontri di qualificazione, Max vince senza problemi nel gruppo A. Nel gruppo B, il professore Kappa viene eliminato da Kei. Takao trova, tra i suoi sfidanti del gruppo C, gli altri quattro componenti degli Shell Killers. Hiruta però vuole affrontare Takao da solo e quindi elimina lui stesso tutti i suoi compagni. |                   |                  |
| 5  | La prima semifinale 「激突! マックスVSカイ」 | 5 febbraio 2001   | 28 febbraio 2003 |
| 5  | Nel gruppo D si qualifica Rei, un giocatore cinese. Vengono effettuati i sorteggi per le semifinali: Max deve affrontare Kei mentre Takao deve combattere contro Rei. Le semifinali consistono in tre scontri diretti che si svolgeranno su un particolare campo da gioco. La prima sfida viene vinta da Kei mentre nella seconda vince Max, ma il suo Beyblade viene danneggiato da Dranzer. Max però scopre che nel ciondolo della madre è presente un pezzo sostitutivo che contiene lo spirito di una tartaruga "Draciel". Kei, però, vince anche il terzo round e si aggiudica l'incontro. |                   |                  |
| 6  | Il tornado del drago 「吹き荒れろ!ドラグーンストーム!」 | 12 febbraio 2001  | 3 marzo 2003     |
| 6  | La seconda gara delle semifinali vede come sfidanti Takao e Rei. Il primo round viene vinto da Rei e Dragoon viene danneggiato. L'arbitro chiede a Takao se ha dei pezzi di ricambio altrimenti non potrà continuare la gara. Takao non ha pensato a questa evenienza ma, fortunatamente, arriva il Professor Kappa ed aiuta il ragazzo a riparare Dragoon. Nella seconda fase di gioco Takao vince e Rei, dopo aver mostrato di possedere lo spirito della tigre all'interno del suo Beyblade, decide di ritirarsi e lascia così la vittoria al suo avversario. |                   |                  |
| 7  | La finale nazionale 「タカオVSカイ、宿命の対決!」 | 19 febbraio 2001  | 4 marzo 2003     |
| 7  | Lo scontro finale è tra Takao e Kei. Il primo round viene vinto facilmente da Takao, mentre il secondo da Kei. Durante la terza battaglia i due Beyblade sprigionano tutta la loro potenza, finendo addirittura a roteare per aria. Lo scontro si conclude con la vittoria di Takao, perché Dranzer cade al di fuori dell'area di gioco. Al termine della sfida viene svelato il motivo per cui è stato creato il torneo: selezionare una squadra di giocatori che accederà ai campionati mondiali. |                   |                  |
| 8  | Si parte! 「結成! BBAチーム、世界へ」 | 26 febbraio 2001  | 5 marzo 2003     |
| 8  | La prima parte del torneo mondiale si svolgerà in Cina. Max, Kei, Takao e Rei, già semifinalisti al torneo nazionale, saranno i componenti della squadra dei BB, mentre il professor Kappa viaggerà con loro in qualità di meccanico. Kei non si sente parte della squadra ed ha qualche screzio con i compagni. I ragazzi cercano Kei perché vogliono convincerlo a combattere al loro fianco, ma vengono attaccati da Bruce. Il ragazzo viene facilmente sconfitto dai BB. |                   |                  |
| 9  | La tribù di Rei 「新たなる聖獣、白虎族」 | 5 marzo 2001      | 6 marzo 2003     |
| 9  | Il mandante di Bruce è Kiki, uno dei componenti della "tribù della tigre bianca". Takao sfida il ragazzo ma non riesce a terminare la battaglia perché interviene il resto della squadra degli "White Tigers" (Lao, Gai e Mao). I ragazzi spiegano che parteciperanno al torneo mondiale con il solo scopo di sottrarre la tigre bianca a Rei. |                   |                  |
| 10 | Il torneo cinese 「駆け上がれ! アジア大会!」 | 12 marzo 2001     | 7 marzo 2003     |
| 10 | Nella prima fase del torneo, si svolgono degli scontri diretti: tre componenti di una squadra combattono con tre avversari. Chi vince due round su tre, accede alla fase successiva. Gli avversari dei BB sono un gruppo di giocatori thailandesi. Durante il primo incontro Rei si batte su un campo da gioco roccioso e vince. Il secondo incontro viene combattuto da Max mentre il terzo da Takao. Max vince, anche se con qualche difficoltà, e permette alla squadra di qualificarsi. |                   |                  |
| 11 | L'abbandono della Tigre Bianca 「レイ、白虎を失う!」 | 19 marzo 2001     | 10 marzo 2003    |
| 11 | Kiki tenta di rubare il bit power di Rei, introducendosi nottetempo nella residenza dei BB. Il professore Kappa è ancora sveglio e si accorge della presenza di un intruso che sta estraendo dati dal suo pc. Rei sfida Kiki a duello ma, quando quest'ultimo lo accusa di averlo abbandonato, lo spirito della tigre bianca lascia il Beyblade. Takao interviene in difesa dell'amico e recupera i dati sottratti da Kiki. |                   |                  |
| 12 | Una decisione importante 「さらばBBΑチーム!」 | 26 marzo 2001     | 11 marzo 2003    |
| 12 | Rei, dopo aver perso lo spirito delle tigre bianca, decide di abbandonare i BB e si rifugia in montagna per allenarsi. Qui viene sfidato da Mao che lo ha seguito e vuole convincerlo a rientrare nella squadra cinese. Rei viene raggiunto da Takao e da Max che non lo vogliono abbandonare. Il ragazzo viene poi sfidato da Takao: se Rei vincerà sarà libero di scegliere di lasciare la squadra. Rei, pur non possedendo più lo spirito della tigre bianca, vince l'incontro ma, avendo recuperato fiducia nelle sue scelte, decide di restare con i BB. |                   |                  |
| 13 | Il patto 「さけべレイ! うなれ白虎!」 | 2 aprile 2001     | 12 marzo 2003    |
| 13 | I White Tigers combattono contro una squadra mongola vincendo due incontri su tre. Lai, osservando la determinazione del suo avversario, ricorda come sia stato doloroso per tutta la tribù, assistere alla fuga del loro capo. Rei si giustifica affermando che il suo allontanamento era un modo per ampliare le conoscenze del suo popolo. I BB affrontano la squadra indiana. Rei, durante il suo combattimento, trova la forza per recuperare lo spirito della tigre bianca. |                   |                  |
| 14 | Il contrattempo 「不戦敗? 分断のBBΑチーム」 | 9 aprile 2001     | 13 marzo 2003    |
| 14 | Gli White Tigers si qualificano per le semifinali. I BB si recano allo stadio. Takao è molto stanco e decide di raggiungere i compagni in un secondo tempo ed anche Rei resta con lui. La strada però viene interrotta da una frana ed i due si attardano. Max scende in campo con il nuovo Beyblade "Scudo Draciel" costruito dal professor Kappa, vincendo il primo incontro contro la squadra delle Maldive. Dato che Rei e Takao non arrivano, Kei entra in campo in qualità di riserva e vince facilmente l'incontro. Per regolamento, però, devono essere disputati tutti e tre gli incontri. Fortunatamente, quando i BB stanno per essere dichiarati sconfitti, Takao raggiunge il campo da gioco e vince l'incontro portando la squadra in finale. Mao scopre che la frana è stata provocata da Kiki.                                                        |                   |                  |
| 15 | Obiettivo vincere 「決戦! アジアの頂点をかけて!」 | 16 aprile 2001    | 14 marzo 2003    |
| 15 | Gli White Tigers decidono di schierare nell'incontro finale Gao, Mao e Lai mentre Kiki viene escluso. I BB invece decidono di far combattere Max, Rei e Takao. L'arbitro avverte che ogni giocatore deve disputare tre round e ne deve vincere almeno due per potersi aggiudicare la vittoria. Il primo incontro si svolge quindi tra Gao e Max su un campo da gioco che ha un anello rotante all'esterno. Il primo round viene vinto da Max mentre il secondo da Gao. Durante l'ultima sfida Gao distrugge il campo da gioco e si aggiudica la vittoria. |                   |                  |
| 16 | Gli amici d'infanzia si affrontano 「白虎VS山猫」 | 23 aprile 2001    | 17 marzo 2003    |
| 16 | Mao e Rei si confrontano su un campo da gioco ispirato sempre ai paesaggi cinesi. Il primo scontro viene vinto da Mao ma la ragazza sospetta che il suo avversario si stia comportando in modo clemente con lei in nome della loro amicizia. Rei capisce qual è il comportamento che deve tenere e quindi vince il secondo incontro. Mao confessa i suoi sentimenti a Rei che, rincuorato dalle parole della ragazza, sfodera tutta la sua potenza e vince. |                   |                  |
| 17 | La sfida finale 「ファイナルバトル! 漆黒の稲妻!」 | 30 aprile 2001    | 18 marzo 2003    |
| 17 | L'ultimo scontro si svolge tra Takao e Lai. Takao non tiene conto del terreno di gioco che è sia roccioso che sabbioso, mentre Lai ne ha analizzato le caratteristiche e riesce a sfruttarlo a suo vantaggio. Per questo motivo il leader dei White Tigers vince il primo round. Takao impara la lezione e vince la seconda sfida. La terza sfida finisce in parità e quindi la commissione dei giudici di gara decide che è necessario che le due squadre scelgano un giocatore ciascuna per disputare un altro incontro. Rei scende in campo per sfidare Lai e vince proprio perché, lasciando la tribù, ha acquisito nuove conoscenze e nuove tecniche. Gli White Tigers si riappacificano con i BB. |                   |                  |
| 18 | I piccoli blader crescono 「負けるな! 小さなブレーダー」 | 7 maggio 2001     | 19 marzo 2003    |
| 18 | I BB tornano a casa per una pausa in vista della partenza per gli Stati Uniti d'America. Il professor Kappa litiga con Takao perché quest'ultimo tratta con poca cura Dragoon. I ragazzi conoscono Yu, un ragazzino che si allena a Beyblade con gli amici. Aiutando il ragazzo, Takao capisce il suo errore e riesce a farsi perdonare dal professor Kappa. |                   |                  |
| 19 | Cuore e tecnologia 「上陸、新たな戦場!」 | 14 maggio 2001    | 20 marzo 2003    |
| 19 | I BB si recano negli USA per partecipare alla seconda fase del torneo mondiale. I ragazzi si recano all'Istituto PPB (Project Power of Beyblade), la cui direttrice è Judy, la madre di Max. Il centro si occupa dello studio di tutte le componenti dei Beyblade. Emily, l'assistente della direttrice, propone una sfida ai BB. Takao combatte contro un rapper, Rei contro un artista e Max contro Emily. I primi due vincono mentre Max invece viene sconfitto. Kei però capisce che, nei primi due scontri, la squadra statunitense non ha schierato i veri giocatori ma ha utilizzato questo espediente per studiare gli avversari. |                   |                  |
| 20 | Avversari difficili 「戦慄のアメリカン·パワー!」 | 21 maggio 2001    | 21 marzo 2003    |
| 20 | Max viene trattato freddamente dalla madre ed il ragazzo pensa che questo sia dovuto alla sua recente sconfitta. Mentre girovagano per il centro, i BB incontrano due giocatori appartenenti agli "All stars", i veri giocatori della squadra statunitense: uno è un appassionato di basket mentre il secondo è un giocatore di football americano. |                   |                  |
| 21 | Gli allenamenti in montagna 「特訓! 新しき力を求めて」 | 28 maggio 2001    | 24 marzo 2003    |
| 21 | I BB si recano in montagna per allenarsi e qui conoscono un ragazzo della Repubblica Dominicana che vuole lavorare con loro per potenziare la sua tecnica e diffondere la cultura dei Beyblade nel suo paese. |                   |                  |
| 22 | Match di beneficenza 「大統領VS世界選抜!」 | 4 giugno 2001     | 25 marzo 2003    |
| 22 | Prima di iniziare la seconda fase del torneo, alcuni rappresentanti delle squadre in gara vengono selezionati per sfidare il presidente degli Stati Uniti d'America e la sua squadra in un match di beneficenza. I tre giocatori scelti per gareggiare sono Max, Emily ed un ragazzo sudamericano. La ragazza non ha intenzione di collaborare con gli altri ma vuole sbaragliare da sola tutti gli avversari. Max non è sicuro delle proprie capacità perché Emily lo ha sconfitto in presenza di sua madre. Alla fine però Takao riesce a convincere Max ad avere più fiducia in sé e così i giocatori si alleano, sconfiggendo il presidente e la sua squadra. |                   |                  |
| 23 | Inizia il campionato 「開幕!アメリカ大会」 | 11 giugno 2001    | 26 marzo 2003    |
| 23 | I BB si recano a Las Vegas per disputare il primo incontro contro la squadra messicana. Il primo round viene vinto da Kei, che ha deciso di sostituire Rei per dare l'illusione alla squadra del PPB di poter raccogliere informazioni su Dranzer. Il secondo incontro viene vinto da Max che spera ancora di stupire la madre con le sue azioni. L'ultima sfida viene vinta da Takao che, in questa occasione, utilizza una nuova versione di Dragoon. |                   |                  |
| 24 | L'idolo americano 「アメリカンヒーロー マイケルの力!」 | 18 giugno 2001    | 27 marzo 2003    |
| 24 | I BB affrontano i giocatori dell'Ecuador. I ragazzi provengono dalle isole Galápagos e raccontano di aver ricevuto i Beyblade da alcuni animali del luogo. Nel primo match Rei perde perché viene spiazzato dall'atteggiamento dell'avversario. Anche il secondo round termina in modo bizzarro: Max vince per abbandono dell'altro concorrente. Takao invece reagisce male alle bizzarrie del suo avversario ma suo nonno riesce a farlo rinsavire e, grazie al tornado di Dragoon, vince l'incontro. Nel frattempo, Kei assiste all'incontro tra un giocatore della squadra australiana ed il leader della squadra statunitense. |                   |                  |
| 25 | L'incontro delle semifinali 「準決勝、超高速サーキット!」 | 25 giugno 2001    | 28 marzo 2003    |
| 25 | La sera prima delle semifinali Takao mangia troppo, si sente male e, per questo motivo, non può affrontare l'incontro. Kei si offre di gareggiare al suo posto nella sfida contro la squadra del Brasile. Nel primo incontro Max si batte contro un ballerino di samba e vince. Il secondo incontro viene combattuto da Rei che sfida una pescatrice del Rio delle Amazzoni e vince facilmente. Mentre Kei combatte, Max si reca a salutare la madre. I BB si qualificano per le finali. |                   |                  |
| 26 | La vigilia della finale 「激突! アメリカ大会決勝戦」 | 2 luglio 2001     | 31 marzo 2003    |
| 26 | Il professor Kappa decide di non schierare Max nell'incontro finale perché la squadra dei PPB possiede troppe informazioni su di lui. Max non è contento della scelta strategica e si reca sul tetto per riflettere. Qui il ragazzo incontra la madre, la quale conferma che la scelta del professore è stata ottimale. Max però non si dà per vinto e riesce a convincere i compagni a scendere in campo nell'ultimo incontro. Il giorno delle finali, Takao combatte contro Steve, il giocatore con la passione per il football americano. Il primo incontro viene vinto facilmente da Takao ma questi scopre che l'avversario si è trattenuto per avere il tempo di acquisire informazioni su di lui. Il secondo incontro viene vinto da Steve. |                   |                  |
| 27 | L'attacco dello scorpione 「灼熱のスコーピオン!!」 | 9 luglio 2001     | 1 aprile 2003    |
| 27 | Takao riesce a sconfiggere il suo avversario, dopo averlo distratto con un'azione diversiva. Rei invece perde tutti e due gli incontri contro il giocatore della PPB appassionato di basket. Temendo che gli studi della squadra avversaria riescano a sconfiggere anche Max, il professor Kappa propone nuovamente di far gareggiare Kei. Interviene però il nonno di Takao che consiglia loro di non fare scelte avventate in preda alla tensione del momento. |                   |                  |
| 28 | L'incontro decisivo 「決着! アメリカ大会!!」 | 16 luglio 2001    | 2 aprile 2003    |
| 28 | Max sfida dunque il leader degli "All Stars" e perde il primo incontro. Takao riesce però a motivare l'amico che così riesce a vincere il secondo match. La madre di Max chiede al suo giocatore di effettuare un lancio particolare per sconfiggere subito l'avversario. Max riesce però a trovare la forza per vincere e chiudere la partita. I BB vincono così il torneo americano. |                   |                  |
| 29 | Ricordi di squadra 「BBΑ 熱き戦いの軌跡」 | 23 luglio 2001    | 3 aprile 2003    |
| 29 | Il professor Kappa ripercorre mentalmente tutti gli avvenimenti che hanno coinvolto la squadra dei BB. |                   |                  |
| 30 | Un fuoriclasse misterioso 「聖獣を従える者」 | 30 luglio 2001    | 4 aprile 2003    |
| 30 | Durante il viaggio in nave verso la terza tappa del torneo (Russia), il professor Kappa convince i BB ad allenarsi secondo dei programmi studiati ad hoc per ogni giocatore. Takao, mentre fa jogging, nota che all'interno della nave ci sono alcuni campi da gioco dove un ragazzo sta distruggendo in combattimento tutti i Beyblade degli avversari. Takao sfida il ragazzo e viene a sua volta sconfitto. I BB sono preoccupati per l'aggressività mostrata sia dal bit power che dal giocatore. |                   |                  |
| 31 | I misteri d'Europa 「ヨーロッパ、波乱の旅立ち」 | 6 agosto 2001     | 7 aprile 2003    |
| 31 | Durante uno scalo tecnico a Londra, i BB scendono dalla nave ma al loro ritorno scoprono che l'imbarcazione è già partita. I quattro si recano quindi alla sede londinese della BBA per chiedere aiuto. Mentre attendono di mettersi in contatto con il presidente, i BB ricevono un pacco anonimo contenente una videocassetta contenente un filmato del padre di Takao che spiega i risultati delle sue ricerche sui bit power. Takao decide di indagare e viene assecondato dal resto della squadra. All'improvviso però i ragazzi vengono attaccati da un uomo che afferma di voler eliminare il campionato mondiale. Il malvivente si impossessa di Dragoon e scappa. Fortunatamente, Kei riesce a mettere in fuga l'uomo. |                   |                  |
| 32 | I blader delle tenebre 「強襲! 闇のブレーダー!」 | 13 agosto 2001    | 8 aprile 2003    |
| 32 | I BB decidono quindi di arrivare in Russia attraversando l'Europa per conoscere nuovi blader ed indagare sulla possibile natura malvagia di alcuni bit power, come affermato dal padre di Takao nel video. I ragazzi prendono quindi un TGV per recarsi in Francia passando per il Tunnel della Manica. Il convoglio però è deserto e i BB vengono attaccati dai "Blader delle tenebre" che vogliono impossessarsi dei loro bit power. I ragazzi si difendono ed i malviventi si allontanano in seguito all'intervento delle forze dell'ordine. |                   |                  |
| 33 | Sfida sulla Torre Eiffel 「黒い影の軍団」 | 20 agosto 2001    | 9 aprile 2003    |
| 33 | I BB visitano Parigi e, mentre cercano Kei, si imbattono nuovamente nei "Blader delle tenebre". I blader raccontano che il loro odio nei confronti dei bit power è nato in seguito alle numerose sconfitte inflitte loro da giocatori che possedevano questo potere. Entrati in possesso dei "bit power delle tenebre", i quattro iniziano a dare la caccia ai possessori di bit power. Kei, nel frattempo, testa il nuovo Dranzer. I BB vengono attaccati, ma l'intervento di Kei permette loro di sconfiggere gli avversari. Al termine dell'incontro i BB conoscono Olivier, un blader parigino. |                   |                  |
| 34 | Il giovane chef 「華麗なる聖獣使い」 | 27 agosto 2001    | 10 aprile 2003   |
| 34 | I BB visitano la città: Rei si reca da alcuni suoi amici, Max visita i negozi di Beyblade, Kei si allena, mentre il Professor Kappa e Takao si recano al museo del Louvre. Qui i due scoprono che il museo è stato affittato da una persona per un giorno ed è impossibile accedervi. Takao insiste per entrare e scopre che il visitatore è proprio Olivier. I ragazzi diventano amici ed Olivier, dopo aver offerto loro un pranzo, sfida Takao. |                   |                  |
| 35 | Takao nell'arena 「コロッセオの決闘!」 | 3 settembre 2001  | 11 aprile 2003   |
| 35 | I BB si recano a Roma per incontrare il campione italiano Gianni. Questi però è troppo impegnato a corteggiare delle ragazze e non vuole battersi. Takao però fa leva sull'orgoglio dell'avversario riesce a convincere Gianni a sfidarlo il giorno seguente. Gianni allestisce un campo di Beyblade simile al Colosseo al centro di piazza San Pietro. Takao perde l'incontro. |                   |                  |
| 36 | Una sonora sconfitta 「倒せ!アンピスバイナ」 | 10 settembre 2001 | 14 aprile 2003   |
| 36 | Takao non riesce ad accettare la sconfitta e decide di sfidare nuovamente Gianni. Nel frattempo anche Olivier raggiunge Roma. Il professor Kappa potenzia Dragoon e gli altri BB aiutano il compagno ad allenarsi in vista del nuovo scontro. La tattica di Takao consiste nel far infuriare le due teste dell'anfisbena in modo tale che non rispondano più ai comandi del suo proprietario. Durante lo scontro, la furia del bit power di Gianni rischia di danneggiare il ragazzo. Takao vince l'incontro e riesce a placare l'anfisbena. |                   |                  |
| 37 | La sfida in Germania 「女王陛下のブレーダー」 | 17 settembre 2001 | 15 aprile 2003   |
| 37 | I BB si recano con Olivier e Gianni presso l'abitazione di Ralph Jurgens, il campione tedesco di Beyblade. Questi è in compagnia di Andrew McGregor, il campione del Regno Unito. Takao sfida Ralph ma questi non accetta perché non vuole battersi due volte con la stessa persona. La sfida viene però raccolta da Andrew che decide di combattere contro Kei. Kei si difende bene ma viene comunque sconfitto dal suo avversario. |                   |                  |
| 38 | La grande sfida 「結成!最強のユーロチーム」 | 24 settembre 2001 | 16 aprile 2003   |
| 38 | I BB sono tristi per la sconfitta del loro compagno. Decidono quindi di sfidare come squadra tutti e quattro i campioni europei. Il primo incontro tra Rei ed Olivier termina in parità. |                   |                  |
| 39 | Uniti si vince 「決めろ! 勝利への力」 | 1º ottobre 2001   | 17 aprile 2003   |
| 39 | Kei sfida nuovamente Andrew e, grazie anche ai consigli di Takao, riesce a vincere l'incontro. Gianni capisce che la forza dei BB risiede nella loro capacità di essere uniti e di supportarsi a vicenda. Successivamente Takao combatte contro Ralph ma il bit power di quest'ultimo attacca indistintamente sia Dragoon che il suo "proprietario". I BB però si aggiudicano anche il secondo incontro. Il team delle tenebre decide di non attaccare né i BB né i campioni europei. |                   |                  |
| 40 | Il primo giorno in Russia 「決勝の地ロシア」 | 8 ottobre 2001    | 18 aprile 2003   |
| 40 | I BB si recano in Russia in treno. Qui i ragazzi incontrano subito dei blader allenati da Vladimir Vorkov. L'uomo propone una sfida tra Takao ed uno dei suoi allievi. Il ragazzo russo perde l'incontro, viene insultato dal suo allenatore e viene rinchiuso nelle prigioni del monastero. |                   |                  |
| 41 | Antichi ricordi riaffiorano alla mente 「いまわしき記憶の扉」 | 15 ottobre 2001   | 22 aprile 2003   |
| 41 | In Russia giungono anche la squadra statunitense e quella cinese, che sono state invitate da Vorkov. Nel frattempo Kei si introduce nel monastero per indagare sui metodi utilizzati per educare gli allievi. Il ragazzo non si accorge però che la sua presenza è già stata notata. Mao e Steve si sfidano: la ragazza si aggiudica la vittoria in pochi minuti. Successivamente Emily affronta Gao, vincendo il secondo match. Infine l'incontro tra Lai e Michael finisce in parità. Nel monastero, Kei ricorda di aver passato un periodo della sua vita in quel luogo. |                   |                  |
| 42 | Il sogno di Kei 「最強を望む者」 | 22 ottobre 2001   | 23 aprile 2003   |
| 42 | Vorkov chiede a Kei di tornare a far parte della sua squadra, ma il ragazzo rifiuta e cerca di scappare dal monastero. I BB, non vedendo tornare il loro compagno, decidono di andare a cercarlo. Nel frattempo Vorkov mette alla prova Kei scagliandogli contro centinaia di Beyblade. I BB vengono bloccati da due blader russi Yuri ed Ivan. Dopo aver superato la prova, Kei nota "Black Dranzer". In passato Kei aveva provato ad utilizzare questo Beyblade sperimentale ma con scarsi risultati: la forza sprigionata dal bit power gli aveva fatto perdere la memoria. Vorkov promette a Kei di donargli il Beyblade in cambio del suo inserimento nella squadra russa. Il ragazzo accetta mentre i due blader russi allontanano i BB con una scusa. |                   |                  |
| 43 | Sfide poco amichevoli 「悪夢のセレモニーマッチ」 | 29 ottobre 2001   | 24 aprile 2003   |
| 43 | I BB partecipano ad un torneo amichevole promosso da Vorkov, anche se Kei non è ancora rientrato. Nel primo turno la squadra russa combatterà contro la squadra statunitense. Ivan combatte contro Steve e vince in pochi minuti. Nel secondo match Eddie perde clamorosamente contro Yuri. Inaspettatamente il terzo blader schierato dalla squadra russa è Kei. Il ragazzo non vuole combattere solamente contro Michael ma contro l'intera squadra statunitense. Kei riesce a sconfiggere tutti gli All Stars e ad imprigionare tutti i bit power degli avversari all'interno di Black Dranzer. |                   |                  |
| 44 | Perdere un amico 「さらばカイ!」 | 5 novembre 2001   | 28 aprile 2003   |
| 44 | La squadra statunitense si allontana sconsolata, mentre Kei sfida da solo l'intera squadra degli White Tiger. Il ragazzo riesce a sconfiggere Gao, Mao e Lai in pochi minuti ed a privarli dei loro bit power. I BB si recano presso il monastero per cercare di convincere Kei a tornare con loro. Le guardie impediscono ai ragazzi di entrare, ma loro si introducono comunque nell'edificio. Takao riesce a parlare con Vorkov il quale gli rivela che Kei da piccolo ha vissuto al monastero. Kei lascia il vecchio Dranzer nelle mani di Takao ribadendo che non ha intenzione di ritornare tra i BB. |                   |                  |
| 45 | La sfida sul lago Bajkal 「バイカル湖の決闘」 | 12 novembre 2001  | 29 aprile 2003   |
| 45 | I BB vengono convocati da Kei presso il lago Bajkal: qui il ragazzo sfida i suoi ex compagni di squadra. Max nel frattempo si è recato in aeroporto per salutare sua madre che rientra negli USA per analizzare i dati raccolti sui giocatori russi. La donna dona al figlio una nuova versione di Draciel, "Draciel Fortress". Emily rivela al ragazzo che i BB stanno combattendo contro Kei. Il professor Kappa, Rei e Takao combattono contro Kei ed i bit power di Dragoon e della tigre bianca vengono inglobati da Black Dranzer. Grazie a Judy, Max si reca in elicottero sul luogo dello scontro. Il ragazzo lancia il nuovo Draciel contro il nemico. Takao ricorda di avere con sé Dranzer e lo mette in gioco. L'azione congiunta dei Beyblade sconfigge il potere di Black Dranzer e Kei capisce i suoi errori. Takao rende Dranzer al suo proprietario. |                   |                  |
| 46 | Un amico ritrovato 「ボーグ襲来!」 | 19 novembre 2001  | 30 aprile 2003   |
| 46 | Kei torna al monastero e con Black Dranzer distrugge gran parte dei macchinari di Vorkov. Il ragazzo rientra quindi nei BB. Nel frattempo i "Demolition Boys" si dividono il potere dei bit power rubati. Il padre di Takao, il presidente Daitenji ed il nonno di Takao raccontano ai BB che Vorkov è un terrorista che desidera ottenere il dominio del mondo sfruttando l'energia illimitata sprigionata dai bit power. L'uomo che sta finanziando le azioni di Vorkov è il nonno di Kei. I BB hanno quindi l'obiettivo di sconfiggere la squadra russa e con essa l'intera organizzazione terroristica. I Demolition Boys attaccano Max privandolo del bit power di Draciel. |                   |                  |
| 47 | Battaglia sul ghiaccio 「再会!ユーロチーム」 | 26 novembre 2001  | 2 maggio 2003    |
| 47 | Visto che il pullman dei BB è stato distrutto dall'attacco dei Demolition Boys, i ragazzi sono costretti a recarsi allo stadio della finale a piedi. Fortunatamente i BB vengono raggiunti dal bus di Olivier e Gianni. Anche il loro mezzo però si ferma per un guasto ed i BB esplorano l'ambiente circostante. I ragazzi incontrano Ralph e capiscono che questa deviazione è stata organizzata dai giocatori europei. Ralph sfida Takao e questi capisce che, solo grazie all'amicizia che lo lega al suo bit power, riuscirà a sconfiggere i suoi avversari. |                   |                  |
| 48 | Una decisione difficile 「カイの選択」 | 3 dicembre 2001   | 5 maggio 2003    |
| 48 | Il giorno della sfida finale, Kei scende in campo contro il primo giocatore schierato dalla squadra russa. Anche il nonno di Kei assiste al match. Il primo incontro viene vinto dalla squadra russa. Nella pausa tra uno scontro ed il successivo, il nonno di Kei contatta il nipote per donargli Black Dranzer, chiedendogli di utilizzarlo sia contro la squadra russa, sia contro i BB. Il ragazzo però non cede e combatte ancora con Dranzer, perdendo però l'incontro. |                   |                  |
| 49 | Il ruggito della Tigre Bianca 「白虎の叫び」 | 10 dicembre 2001  | 6 maggio 2003    |
| 49 | Rei sfida Boris nel secondo incontro del torneo. Durante la prima sfida l'avversario di Rei si mostra subito molto violento ed il primo round viene vinto da Boris. Il padre di Takao ed il presidente Daitenji cercano di convincere Rei a non scendere in campo e a dichiarare la resa. Il ragazzo però, grazie anche all'aiuto degli altri BB, riesce a vincere i due round successivi e ad aggiudicarsi l'incontro. |                   |                  |
| 50 | Apocalisse sulla neve 「雪原の黙示録」 | 17 dicembre 2001  | 7 maggio 2003    |
| 50 | Takao si allena contemporaneamente con Kei, Ralph, Lai e Michael mentre il professor Kappa, Emily, il padre e la madre di Max si attivano per creare una nuova versione di Dragoon. Nel frattempo, Vorkov pone Yuri in una vasca di condizionamento che trasformerà il ragazzo in una "macchina da combattimento". Il primo round viene vinto da Takao nonostante Yuri possa contare sulla presenza dello spirito di Draciel e di Dranzer nel suo Beyblade. Durante il secondo scontro, Yuri provoca una bufera di neve che isola i due giocatori da tutto il resto dello stadio. |                   |                  |
| 51 | Il trionfo finale 「ベイブレードよ永遠に!」 | 24 dicembre 2001  | 8 maggio 2003    |
| 51 | Durante il terzo round, Yuri attacca utilizzando tutti i bit power contenuti nel suo Beyblade. Takao sorride perché, nonostante la fatica, riesce a trovare appassionante questa lotta. Dragoon, spinto dalla forza interiore di Takao, non viene abbattuto dai colpi del nemico, ma reagisce e vince l'incontro. Takao diventa quindi il campione mondiale di Beyblade. |                   |                  |